# 金型温度調節機
金型温度調節機（かながたおんどちょうせつき）とは、水または油（場合によってはエチレングリコール)などの熱媒体をヒーターで加熱し、適温を維持しながらポンプで強制的に金型内に圧入し、熱媒体と金型の間において熱交換させ、それにより金型温度を一定に保ちながら、成型品を固化させる装置である。金型温調機（かながたおんちょうき）と通常は略されて呼ばれる。

## 概要
プラスチック成形において、成型品の品質にもっとも影響を与えるのは金型の温度であり、季節により変動する金型内の温度調節を行うのに金型温度調節機は必要不可欠な存在である。とくに精密なプラスチック成型品（プラモデルやディスク等）においては微妙な温度管理が必要となる。熱硬化性樹脂や熱可塑性樹脂の成型において、金型温度調節機による金型内の温度管理は徹底しなければならない。

## 水用温調機
配管内の水の循環により直接金型の温度を調節する直接冷却方式である。金型からの戻り水の温度が高ければ水を排出して、排出した分だけ冷却水を補充し、設定温度より低くなればヒーターにより加熱する。

## 油用温調機
ヒーターのまわりを油が循環して、温度を上げ、過温になると冷却機に冷却水を取り込み、そのまわりをまわすことで温度を下げる間接冷却方式である。昇温、降温に時間はかかるが、水用温調機より高温設定を行うことができる。

## 関連メーカー
- 株式会社クボタ計装
- 株式会社カワタ
- セムコ株式会社
- 株式会社松井製作所
- 中村科学工業株式会社
- 株式会社ニッコー
- セイコーエンジニアリング株式会社